# العلاقات الإماراتية التركية
العلاقات الإماراتية التركية هي العلاقات الدبلوماسية القائمة بين تركيا و‌الإمارات العربية المتحدة. يتقاسم كلا البلدين علاقات ثقافية وعسكرية واقتصادية واسعة.
تعد تركيا مؤخرًا واحدة من أكبر الشركاء التجاريين  للإمارات  ، حيث بلغت حجم التجارة الثنائية السنوية 9 مليارات دولار أمريكي – مما أدى إلى ارتفاع 800% في السنوات السبع الأخيرة ؛  شهد العام 2008 كشف الأرقام التجارية الأجنبية أن تركيا كانت واحدة من أكبر عشرة موردين في الإمارات وخلال السنوات الخمس الماضية (2004–2008)، زادت صادرات الإمارات إلى تركيا بمقدار ستة أضعاف .
في محاولة لتعزيز الروابط السياحة ، أطلقت الإمارات رحلات جديدة لطيران الاتحاد إلى إسطنبول في عام 2009 ، تخدم المدينة أربع مرات في الأسبوع . وأشار الرئيس التنفيذي لطيران الاتحاد إلى أن «أبوظبي وإسطنبول تشتركان في رابطة مشتركة لأنهما مدينتين فخورتين وتاريخيتين لهما خطط طموحة لمواصلة النمو المستدام والتفاهم والاحترام المتبادلين».
وقد تم تشجيع رجال الأعمال الإماراتيين على الاستثمار في تركيا في إطار جهود الخصخصة الجارية في تركيا. وفي عام 2010 ، تعهد الجانبان بتحسين العلاقات التجارية من خلال المشاريع المشتركة ودعوة المسؤولين للاجتماع في المستقبل لتحديد مجالات التعاون الممكنة .
هناك وجود تركي كبير في الإمارات ، بما في ذلك شركات البناء التركية التي وضعت توقيعاتها على العديد من التطورات في المنطقة . بالإضافة إلى ذلك ، هناك مجموعة صغيرة من الأتراك في الإمارات العربية المتحدة . ووفقًا للسفارة التركية ، فإن عدد الشركات التركية التي تأسست في الإمارات يتجاوز الـ400 ، مع عمل 75 منها في أبوظبي وما حولها .
في الآونة الأخيرة ، ساءت العلاقات بين البلدين بسبب المواقف المختلفة إزاء الأزمة المصرية وتداعياتها ، حيث ساندت تركيا الإخوان المسلمين في مصر ودعمت الإمارات الحكم العسكري في ظل الرئيس عبد الفتاح السيسي ، وهكذا تعتبر الإمارات العضو الأكثر عداءً لتركيا في مجلس التعاون الخليجي.
وقد اتهمت الإمارات العربية المتحدة بدعم محاولة الانقلاب التركية 2016 ، مع قيام سفير الإمارات العربية المتحدة لدى الولايات المتحدة، يوسف العتيبة، بسلسلة من الرسائل المسربة في يونيو 2017 ، مما يضفي مصداقية على هذا الادعاء .
في أغسطس 2017 ، اتهمت الإمارات العربية المتحدة تركيا بـ«السلوك الاستعماري والتنافسي» عن طريق «محاولة الحد من سيادة الدولة السورية» من خلال وجودها العسكري في سوريا. استمر تدهور العلاقات في ديسمبر 2017 ، بعد أن شارك وزير خارجية الإمارات العربية المتحدة، عبد الله بن زايد آل نهيان، تغريدة تدعي أن تركيا سلبت المدينة المنورة خلال الحكم العثماني . ورد أردوغان من خلال وصف نهيان بـ«الرجل السفيه» الذي كان «مدلل بالنفط» . بعد ذلك ، ذكر أنور قرقاش ، الدبلوماسي الإماراتي ، أن «النظرة الطائفية والحزبية ليست بديلاً مقبولاً ، وأن العالم العربي لن تقوده طهران أو أنقرة».
في مايو 2018، أعربت تركيا عن قلقها إزاء نشر القوات الإماراتية في سقطرى دون إبلاغ الحكومة اليمنية مسبقًا ، مدعية أنها تشكل «تهديدًا جديدًا للسلامة الإقليمية لليمن وسيادته» .
أدانت تركيا نية إقامة علاقات دبلوماسية بين إسرائيل والإمارات العربية المتحدة. وهم يفكرون في تعليق علاقاتهم الدبلوماسية مع الطرف الأخير .